# Enon (zespół muzyczny)
Enon – amerykański zespół eksperymentalny założony w 1999 roku w Nowym Jorku.

## Skład
- John Schmersal (Brainiac)
- Matt Schulz
- Toko Yasuda (Blonde Redhead, The Van Pelt, The Lapse)

## Dyskografia

### Albumy
- 1998 Long Play
- 1999 Believo!
- 2002 High Society
- 2003 Hocus Pocus
- 2004 Onhold
- 2005 Lost Marbles and Exploded Evidence (compilation album + DVD set)
- 2007 Grass Geysers...Carbon Clouds

### 7"
- 1998 „Fly South”
- 1999 „Motor Cross”
- 2001 „Listen (While You Talk)”
- 2001 „Marbles Explode”
- 2001 „The Nightmare Of Atomic Men”
- 2002 Enon [Self-Titled]
- 2002 „Drowning Appointment”
- 2003 „In This City”
- 2003 „Evidence”
- 2003 „Because Of You”
- 2003 „Starcastic”
- 2007 Annashade